# Hampea longipes
Hampea longipes är en malvaväxtart som beskrevs av Faustino Miranda. Hampea longipes ingår i släktet Hampea och familjen malvaväxter. Inga underarter finns listade i Catalogue of Life.